# Nectophrynoides frontierei
Nectophrynoides frontierei es una especie de anfibios de la familia Bufonidae.
Es endémica de Tanzania y fue descubierta en la reserva natural de Amani, en las montañas Usambara. Su nombre hace referencia a Frontier, una organización científica que ha realizado numerosas investigaciones en la zona.
Su hábitat natural incluye bosques secos tropicales o subtropicales y montanos secos.
Está amenazada de extinción.